# Šaran
Šaran (Cyprinus carpio) riba je iz porodice Cyprinidae. Ima produljeno, debelo tijelo potpuno prekriveno ljuskama. Masivna se glava završava ustima s četiri brka, a usta može produljiti u obliku cijevi kojom šaran pretražuje i usisava hranu s dna. Jedina leđna peraja ima na početku nazubljenu i veoma oštru zraku.
Prema staništu, boja mu varira od bijelo zlatne do smeđe po leđima, a postaje svjetlija s bakrenim odsjajima po bokovima te završava više ili manje svijetlim trbuhom. 

## Stanište i ponašanje
Šaran više voli vode stajaćice ili rijeke sporijeg toka, koje se ljeti jako zagriju. Posebno su mu drage vode bogate vodenom vegetacijom, a podnosi maleni postotak otopljenog kisika u vodi. U prvim godinama života šarani rado žive u plovi, ali kada ostare veći primjerci pribjegavaju samotnjačkom životu.
Aktivnost šarana je i noćna i dnevna, ali je u svakom slučaju povezana s temperaturom vode. Ako je voda hladna, šaran ograničava svoje kretanje i prehrambenu aktivnost i troši sve manje energije.
Šaranovo tijelo može biti veliko od 50 do 100 cm, a može živjeti i do 30 godina života.

## Način hranjenja
Tijekom cijeloga života, šarani se hrane ličinkama, kukcima, mekušcima, ali i različitim raslinjem kao što su biljne mladice, sjemenke, korijenje... Neprestano pretražuju taloge do dubine koja zna prelaziti 20 cm. Mladi se hrane planktonom, a stariji mogu, ako treba, postati i grabežljivci.
Šarani su sposobni ustima formirati oblik cijevi kojom tada pretražuju taloge i kopaju po mulju.

## Razmnožavanje
Za razmnožavanje, šaranu je potrebna temperatura vode od barem 20°C tijekom desetak dana. Čim se dostigne ta temperatura, u nekim vodama već u svibnju, ali češće u lipnju ili srpnju, ženke kreću prema travnatim zonama. Tu polažu od 120 000 do 130 000 jajašaca po kilogramu težine što za ženku od 15 kilograma predstavlja više od 1,8 milijuna jajašaca. Mlađ se rađa četiri do pet dana nakon što ih oplode mužjaci. 

## Strani nazivi
Carp (engleski); Karpfen; Karp (njemački); Karp (poljski), Kapr (češki); carpa, carpio (talijanski); karpa (španjolski); carpe (francuski); сазан, карп (više kao kultivirana forma) (ruski).

## Vanjske poveznice

### Ribolov šarana u Hrvatskoj
- Sportski ribolov na jezerima Savice (ŠRD Pešćenica)

### Ostali projekti
|  | Zajednički poslužitelj ima stranicu o temi Šaran    |
|  | Zajednički poslužitelj ima još gradiva o temi Šaran |
|  | Wikivrste imaju podatke o taksonu Šaran             |

- Šaran
- Veći primjerak šarana teškog 75 kilograma
- Šaran u svome prirodnom staništu
- Šaran, Vltava
- Šaran na rašljama - vrsta jela iz Sjeverne Hrvatske